# Jesulín de Ubrique
Jesús Janeiro Bazán, conocido como Jesulín de Ubrique en los carteles (Ubrique, Cádiz, 9 de enero de 1974), es un torero retirado y personaje mediático español. Lideró el escalafón taurino durante tres años consecutivos en los años 90. En 1995 toreó 161 festejos, cifra que no se ha repetido.

## Biografía
Se formó en la escuela taurina de Cádiz. Vistió por primera vez el traje de luces en El Bosque, el 22 de agosto de 1987. Debutó con caballos en Ronda el 30 de abril de 1989, con el toro Ambiciones de Manolo González acompañado de Julio Aparicio y Finito de Córdoba, cortando dos orejas. En 1989 consiguió el célebre Zapato de Oro en las novilladas con picadores de Arnedo (La Rioja).
Recibió la alternativa en Nimes el 21 de septiembre de 1990, con José Mari Manzanares como padrino, y  Emilio Muñoz de testigo con el toro Correcostas de González Sánchez-Dalp. La confirmación de la alternativa en Las Ventas tuvo lugar el 25 de mayo de 1992, siendo su padrino José Ortega Cano y el testigo Julio César Rincón, con el toro Malahierba del Marqués de Docmecq. Con un estilo inspirado en Paco Ojeda, pero más vertical, fue en sus tiempos de novillero y sus primeros tiempos de matador un torero pulcro, frío, heterodoxo, encimista y con oficio, siendo un torero con mucha técnica y temple. 
Su consagración fue en 1994, encabezando el escalafón con 153 corridas toreadas y cortando 339 orejas superando a El Cordobés, que desde 1970 mantenía el récord de número de corridas lidiadas en un año. El año siguiente de 1995 batió su récord encabezando de nuevo el escalafón con 161 corridas y 279 orejas cortadas. Se trata de un número de corridas inédito y que no se ha vuelto a repetir. En 1996 fue líder nuevamente con un total de 121 tardes. Por lo tanto, en esta época de auge fue el líder del escalafón taurino tres años consecutivos, en 1994, 1995 y 1996. En opinión de los expertos, a cambio de tan espectacular número de festejos sacrificó su estilo, derivando su toreo en un estilo frío y despegado. Muy criticadas fueron sus extravagancias al vestir de amarillo, meterse un pitón en la boca o subirse encima de un toro. En octubre de 1994 invitó su apoderado Manolo Morilla a torear en Sanlúcar de Barrameda, teniendo que abonar una sanción de veinte millones de pesetas impuesta en 1999 por el TSJA por considerarla una mofa a la fiesta. Su naturalidad y espontaneidad, unidos a su humor gaditano, dieron lugar a muletillas famosas en los años 90 como "Esto lo definiría en dos palabras: im... prezionante" o "Eso es... como un toro".

Esto lo definiría en dos palabras: impresionante.
Autor: Jesulín de Ubrique

Debido a su éxito entre el público realizó una incursión en el mundo de la música editando el álbum Jesulín (1996) con PolyGram Ibérica. El álbum contenía el tema Toda, que se convirtió en un clásico popular, habiendo sido presentado en el Festival de Benidorm. Durante estos años alcanzó un alto poder de convocatoria entre el público y empleó con habilidad su condición de símbolo sexual y la existencia de entusiastas a su alrededor para promocionar corridas de toros, especialmente entre las mujeres, siendo considerado como el Torero de las Mujeres y celebrando en 1994 una corrida de toros solo para mujeres en Aranjuez. Además, fue habitual desde sus inicios su presencia en la prensa rosa, que se hacía eco de su vida profesional y su repercusión social. Toreó un gran  número de corridas en los años siguientes y se retiró el 22 de abril de 1999 con veinticinco años. 

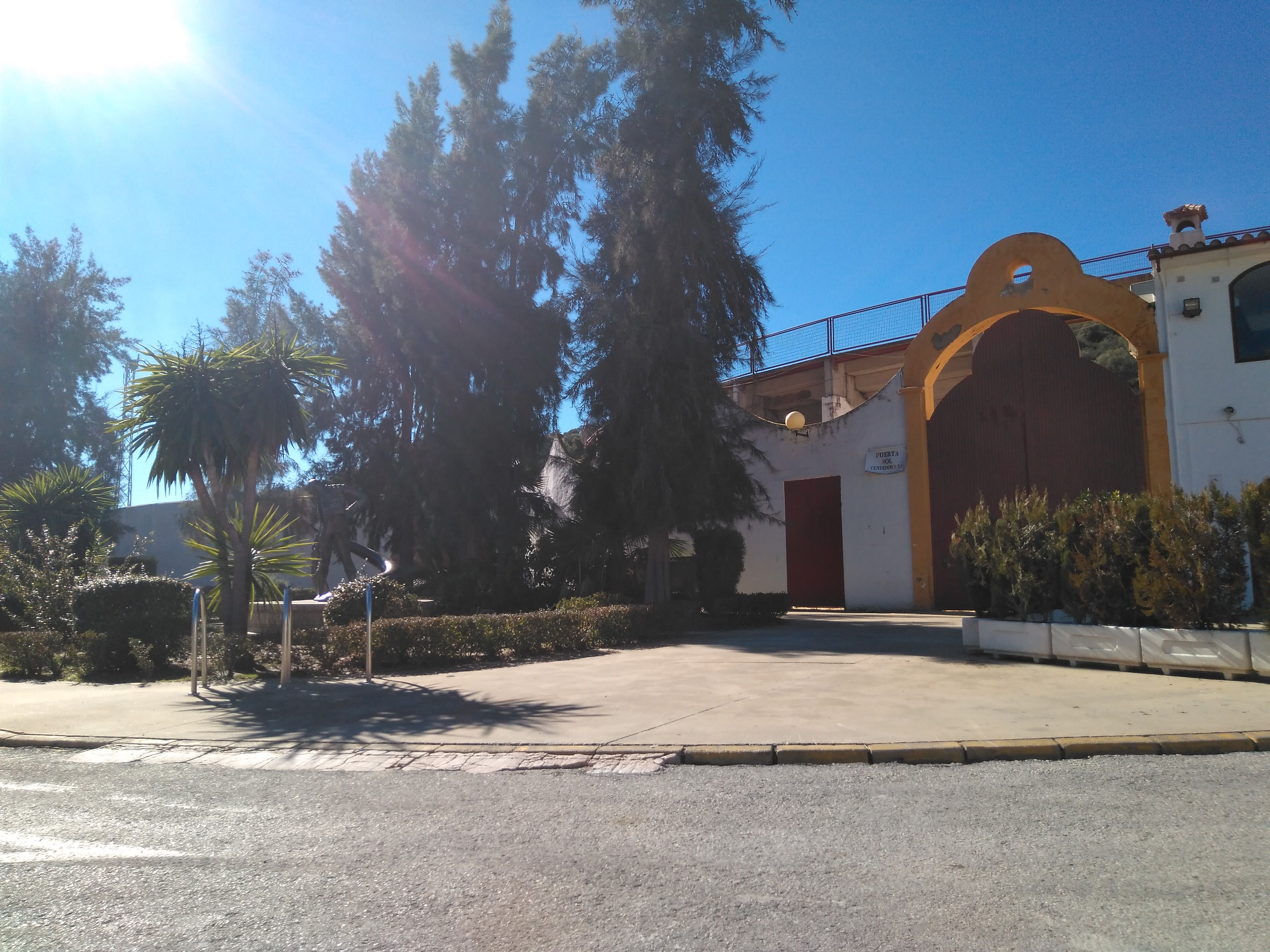
Escultura y museo de Jesulín de Ubrique (Ubrique)

Reapareciendo en 2001 en Olivenza. En septiembre de 2001 el coche en que viajaba sufrió un accidente al salir de la vía en la carretera A-379. El diestro no llevaba cinturón de seguridad y salió despedido del vehículo. Tardó un mes en salir del hospital por las lesiones sufridas. Con la aparición de nuevos formatos televisivos de prensa rosa y audiencias masivas, como el pionero Tómbola y Sálvame después, las relaciones familiares y sentimentales del torero llenan horas de contenido, siendo habitual la intervención de personas de su entorno familiar y personal en este tipo de programas. En 2007 tuvo lugar su segunda retirada, tras haber toreado más de cincuenta tardes en los últimos seis años, pero habiendo quedado fuera de las ferias taurinas más relevantes.
En 2010 reapareció en Castellón para celebrar los veinte años desde su alternativa, retirándose definitivamente al final de la temporada .
En 2013 se inauguró el museo de Jesulín de Ubrique en Ubrique, frente a cuya puerta hay una escultura del diestro. En 2014 realizó una incursión en el cine actuando en Torrente 5: Operación Eurovegas. En la actualidad interviene en formatos televisivos como invitado o concursante.

## Televisión
Programas
| Año  | Programa                         | Cadena    | Notas                                                    |
| ---- | -------------------------------- | --------- | -------------------------------------------------------- |
| 2023 | MasterChef Celebrity 8           | La 1      | Concursante - 11.º expulsado                             |
| 2023 | En la tuya o en la mía           | Telecinco | Invitado                                                 |
| 2021 | Dos parejas y un destino         | La 1      | Invitado                                                 |
| 2022 | El desafío                       | Antena 3  | Concursante - 4.º clasificado                            |
| 2015 | Hay una cosa que te quiero decir | Telecinco | Invitado                                                 |
| 2015 | En la tuya o en la mía           | La 1      | Invitado                                                 |
| 2013 | Splash! Famosos al agua          | Antena 3  | Concursante - Eliminado en los primeros cuartos de final |
| 2009 | Pánico en el plató               | Antena 3  | Invitado                                                 |

## Vida privada
Hijo de Humberto Janeiro López (1943-2020) y María del Carmen Bazán Domínguez. Tiene tres hermanos: el piloto Humberto Janeiro Bazán, Carmen Janeiro Bazán "La Jesulina" y el también torero Víctor Janeiro.
Fruto de su relación con María Belén Esteban Menéndez, su pareja desde 1997, nació Andrea (1999). La pareja se separó poco tiempo después.
En 27 de julio de 2002 contrajo matrimonio con María José Campanario Torres (n. Barcelona, 28 de mayo de 1978) en la hacienda Benazuza en  Sanlúcar la Mayor. Fruto de su matrimonio han nacido tres hijos, Julia  (2003), Jesús Alejandro (2007) y Hugo (2022). Actualmente reside en Arcos de la Frontera (Cádiz).

## Homenajes
- Medalla de Oro de Ubrique (2003).[20]